# Grand Prix automobile d'Italie 1928

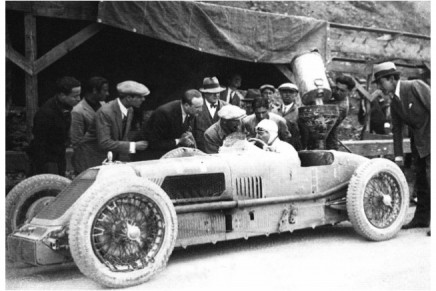
Emilio Materassi au GP d'Italie 1928, sur Talbot Darracq 700 (peu avant son décès en course).

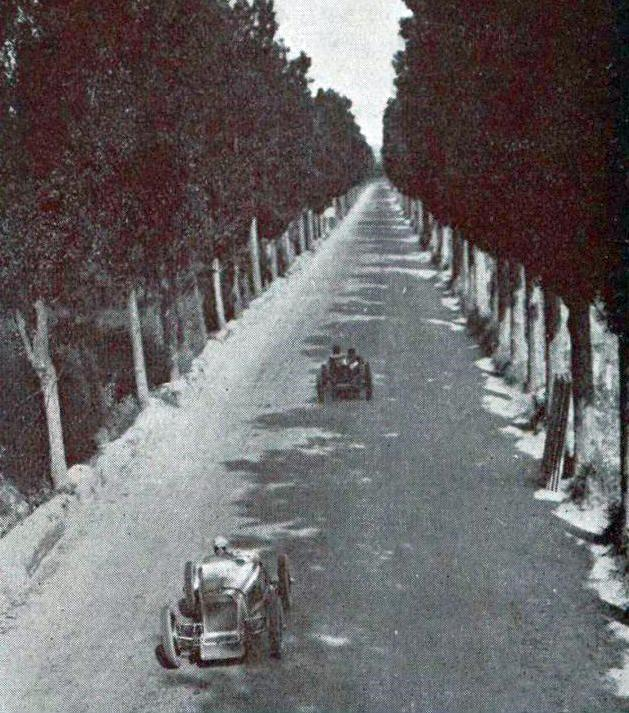
Circuit des Trois-Fontaines près de Rome, Materassi (Talbot) suivi par le futur vainqueur Chiron (Bugatti).

Le Grand Prix automobile d'Italie 1928 est un Grand Prix qui s'est tenue à l'autodrome de Monza le 9 septembre 1928. Le vainqueur de cette épreuve a également reçu le titre honorifique de vainqueur du Grand Prix automobile d'Europe.

## Classement
| Pos. | no | Pilote                                        | Écurie                    | Châssis            | Tours | Temps/Abandon         |
| ---- | -- | --------------------------------------------- | ------------------------- | ------------------ | ----- | --------------------- |
| 1    | 50 | Louis Chiron                                  | Privé                     | Bugatti Type 37A   | 60    | 3 h 45 min 8 s 6      |
| 2    | 38 | Achille Varzi Giuseppe Campari                | Giuseppe Campari          | Alfa Romeo P2      | 60    | 3 h 47 min 29 s 0     |
| 3    | 26 | Tazio Nuvolari                                | Scuderia Nuvolari         | Bugatti Type 35C   | 60    | 3 h 59 min 27 s 6     |
| 4    | 40 | Guy Drouet                                    | Privé                     | Bugatti Type 35B   | 60    | 3 h 59 min 37 s 8     |
| 5    | 6  | Aymo Maggi Cesare Pastore Baconin Borzacchini | Officine Alfieri Maserati | Maserati Tipo 26 R | 60    | 4 h 10 min 29 s 0     |
| 6    | 42 | Ernesto Maserati                              | Officine Alfieri Maserati | Maserati Tipo 26 R | 59    | + 1 tour              |
| 7    | 22 | Guy Bouriat                                   | Privé                     | Bugatti Type 35    | 59    | + 1 tour              |
| 8    | 10 | Giulio Foresti                                | Privé                     | Bugatti Type 35C   | 58    | + 2 tours             |
| Nc.  | 24 | Edoardo Probst                                | Privé                     | Bugatti Type 37A   | 45    | Temps maximum dépassé |
| Nc.  | 36 | Jean-Claude d'Ahetze                          | Privé                     | Bugatti Type 37A   | 40    | Temps maximum dépassé |
| Abd. | 2  | Baconin Borzacchini                           | Officine Alfieri Maserati | Maserati Tipo 26 B | 26    | Accident              |
| Abd. | 28 | Pierre Blaque Belair                          | Privé                     | Bugatti Type 35C   | 24    | Bougies               |
| Abd. | 46 | Luigi Arcangeli                               | Scuderia Materassi        | Talbot 700         | 19    | Retrait               |
| Abd. | 44 | Antonio Brivio                                | Scuderia Materassi        | Talbot 70          | 18    | Retrait               |
| Abd. | 8  | Gastone Brilli-Peri                           | Scuderia Materassi        | Talbot 700         | 17    | Retrait               |
| Abd. | 18 | Emilio Materassi                              | Scuderia Materassi        | Talbot 700         | 17    | Accident mortel       |
| Abd. | 48 | Franco Comotti                                | Scuderia Materassi        | Talbot 70          | 16    | Retrait               |
| Abd. | 32 | Carlo Tonini                                  | Privé                     | Bugatti Type 35C   | 15    | Lubrification         |
| Abd. | 20 | Giulio Aymini                                 | Privé                     | Delage 2LCV        | 14    | Surchauffe            |
| Abd. | 12 | William Grover-Williams                       | Privé                     | Bugatti Type 35C   | 5     | Moteur                |
| Abd. | 30 | Cleto Nenzioni                                | Privé                     | Bugatti Type 37A   | 2     | Bougies               |
| Abd. | 52 | Mario Piccolo                                 | Privé                     | Maserati Tipo 26   | 1     | Mécanique             |

### Pole position et record du tour
- Pole position :  Baconin Borzacchini (Maserati) par tirage au sort.
- Meilleur tour en course :  Luigi Arcangeli (Talbot) en 3 min 37 s 2 (165,7 km/h) au onzième tour.

## Accident
Pendant cette épreuve, le premier et le plus grave accident de l'histoire de l'automobile italienne surviendra au 17e tour. Emilio Materassi et 23 spectateurs perdront la vie à la suite d'un accrochage avec la Bugatti de Giulio Foresti survenu alors que Materassi essayait de le dépasser dans la ligne droite des stands. Après cette tragédie, l'organisation du Grand Prix d'Italie sera suspendue pendant les deux années suivantes, en 1929 et en 1930.